# Medea Benjamin
Medea Benjamin (née Susan Benjamin le 10 septembre 1952) est une militante politique américaine, surtout connue pour avoir fondé avec Jodie Evand et Gael Murphy le mouvement féministe et pacifiste Code Pink et, avec l'activiste et auteur Kevin Danaher (en), son mari, l'ONG antimondialiste Global Exchange (en). Benjamin est également candidate du Parti Vert en Californie lors des élections sénatoriales de 2000 où elle obtient le plus haut score pour un candidat écologiste à ces élections. Elle écrit pour les sites Huffington Post et OpEdNews (en).
En 2003, The Los Angeles Times la décrit comme « l'une des dirigeantes les plus influentes » du mouvement pacifiste aux États-Unis.
En 2017, Medea Benjamin est proposée pour le Prix Nobel de la paix par Mairead Maguire.

## Études et début du militantisme
Susan Benjamin grandit à Freeport, Comté de Nassau, dans l'État de New York, et se décrit comme « une jolie jeune fille juive ».
Au cours de sa première année à l'Université Tufts, elle décide de changer son prénom pour le personnage de la mythologie grecque Médée et rejoint le mouvement étudiant. Elle quitte ensuite l'université et voyage à travers l'Europe et l'Afrique, en donnant des cours d'anglais pour gagner de l'argent. De retour aux États-Unis elle obtient un master en santé publique de l'université Columbia et en économie à la New School. Benjamin travaille pendant dix ans comme économiste et nutritionniste en Amérique latine et en Afrique pour l'Organisation des Nations unies pour l'alimentation et l'agriculture, l'Organisation mondiale de la santé et l'Agence suédoise pour le développement international.
De 1979 à 1983, Benjamin vit et travaille à Cuba et épouse l'entraîneur de l'équipe de basket-ball cubaine. Elle travaille pour un journal communiste, d'abord en décrivant la nation comme un « paradis ». Cependant, après avoir écrit un article sur la censure à Cuba, Benjamin est expulsée. Après son retour aux États-Unis, elle rencontre Kevin Danaher qu'elle épouse.

## Carrière
En 1988, avec Kevin Danaher, et Kirsten Moller, elle fonde l'organisation Global Exchange, dont le siège est à San Francisco et qui préconise des alternatives de commerce équitable à ce qu'elle décrit comme « la mondialisation des entreprises. » En 2002, elle cofonde le groupe féministe et pacifiste Code Pink: Women for Peace, qui milite pour la fin de la guerre en Irak, l'évitement de nouvelles guerres et la justice sociale. Benjamin est également impliquée dans l'organisation pacifiste United for Peace and Justice (en).
Plus tard, elle crée le Centre d'observation de l'occupation de Bagdad (IOWC) pour la surveillance de l'armée américaine et de l'effet de la guerre sur les populations civiles. Grâce à ce centre, elle rassemble des membres de familles du personnel militaire américain pour examiner les conditions dans lesquelles le personnel militaire sert sur place et pour se prononcer contre la guerre, au Congrès et à l'Organisation des Nations unies en 2003.
En 2000, elle est candidate du Parti vert aux élections sénatoriales en Californie. Elle fait campagne sur des questions comme un salaire digne, l'éducation et les soins de santé universels. Elle obtient 3 % des voix. Depuis, elle reste active dans le Parti vert et soutient également les efforts des Démocrates progressistes américains.

## Manifestations

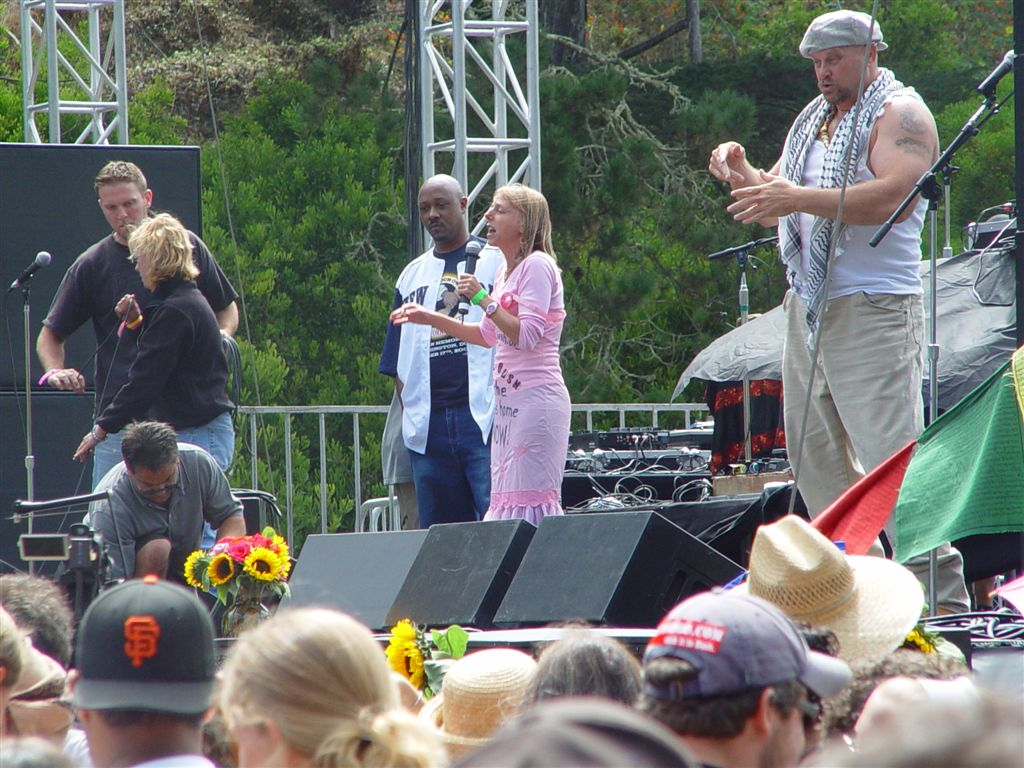
Medea Benjamin lors d'une manifestation de Code Pink.

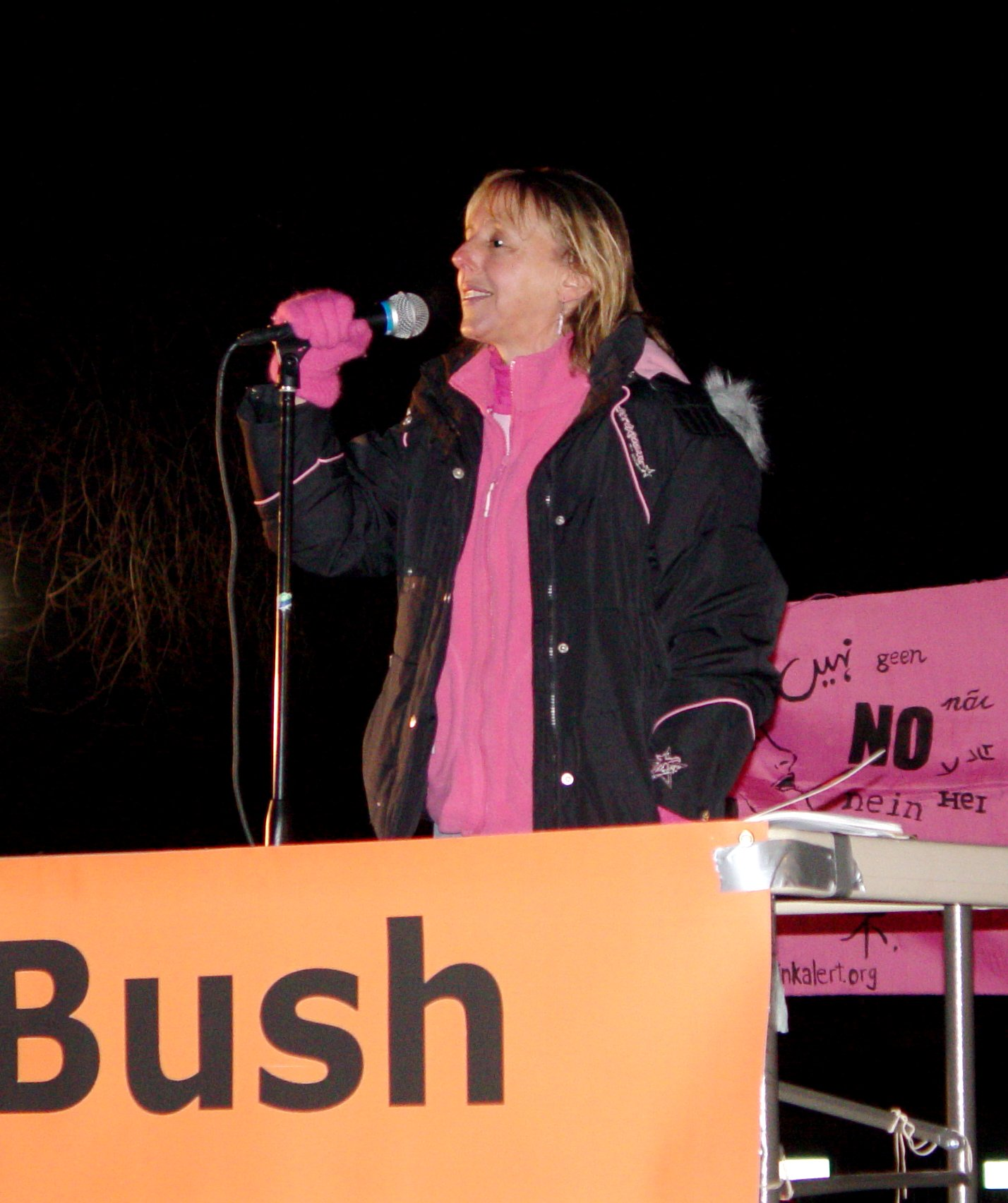
Medea Benjamin parlant lors d'une manifestation politique, en 2007.

De 2002 à 2009, Benjamin s'engage dans de nombreuses manifestations contre le secrétaire de la Défense Donald Rumsfeld, le président américain George W. Bush, la secrétaire d'État américaine Condoleezza Rice et le premier ministre irakien, Nouri al-Maliki, entre autres. Benjamin est impliquée dans des  manifestations similaires lors de la Convention nationale démocrate de 2004 et la Convention nationale républicaine de 2004. Le 4 décembre 2007, elle est arrêtée par la police à Lahore, au Pakistan, et expulsée pour avoir protesté contre l'arrestation d'avocats. En 2009, Benjamin rejoint le comité de direction de la Marche de la liberté de la bande de Gaza. En février 2012, elle est arrêtée et expulsée pour être entrée illégalement dans le royaume de Bahreïn et avoir participé à une manifestation illégale.
De 2005 à 2010, elle travaille pour s'opposer à la menace des États-Unis d'une guerre imminente avec l'Iran, y compris en faisant du lobbying au Congrès, en y menant des délégations de la paix à l'Iran et des jeunes iraniens.
Benjamin a interrompu un discours du président Barack Obama, à propos de la politique américaine dans la Guerre contre la Terreur, à l'Université de la Défense Nationale, le 23 mai 2013. Après que Benjamin a été expulsée du lieu du discours, Obama affirme : « Il vaut la peine d'écouter la voix de cette femme. Évidemment, je ne suis pas d'accord avec ce qu'elle dit, et, évidemment, elle ne m'écoutait pas ou très peu, mais ce sont des questions difficiles et l'idée que nous ne devrions pas leur accorder d'attention est fausse ».
« S'il avait vraiment fait des changements importants dans la politique, je n'aurais rien dit » affirme ensuite Benjamin au Daily Beast. « J'aurais préféré cette option, mais comme il n'a pas fait le type de changement que je cherchais, je suis heureuse d'avoir pu m'exprimer ».
Le 21 juillet 2016, Benjamin interrompt le discours de Donald Trump à la Convention nationale républicaine avec une pancarte sur laquelle est inscrit : « Construire des ponts et non des murs ».

## Reconnaissance
En 2010, elle reçoit le prix Martin Luther King (du nom du père de Martin Luther King Jr. ) pour la Paix, de la Société de la Réconciliation. En 2012, elle remporte le Marjorie Kellogg National Peacemaker Award, le Thomas Merton Center Peace Award et le Peace Foundation Memorial Award « en reconnaissance de son leadership créatif sur la ligne de front du mouvement anti-guerre ». En 2014, elle reçoit le Prix Gandhi pour la paix « en l'honneur de sa défense sans relâche de la justice sociale depuis plus de 30 ans ».

## Livres
- Bridging the Global Gap: A Handbook to Linking Citizens of the First and Third Worlds (1989). Avec Andrea Freedman. Global Exchange / Seven Locks Press.  (ISBN 0-932020-73-9)
- No Free Lunch: Food and Revolution in Cuba Today (1989). Avec Joseph Collins et Michael Scott. Princeton University Press.  (ISBN 0-935028-52-8)
- Don't Be Afraid, Gringo: A Honduran Woman Speaks From The Heart: The Story of Elvia Alvarado (1989). Harper Perennial.  (ISBN 0-06-097205-X)
- Greening of the Revolution: Cuba's Experiment with Organic Agriculture (1995). Com Peter Rossett. Ocean Press.  (ISBN 1-875284-80-X)
- Cuba: Talking About Revolution: Conversations with Juan Antonio Blanco (1996). Avec Juan Antonio Blanco. Inner Ocean Publishing.  (ISBN 1-875284-97-4)
- Benedita Da Silva: An Afro-Brazilian Woman's Story of Politics and Love (1997). Avec Benedita da Silva et Maísa Mendonça. Institute for Food and Development Policy.  (ISBN 0-935028-70-6)
- The Peace Corps and More: 175 Ways to Work, Study and Travel at Home & Abroad (1997). Avec Miya Rodolfo-Sioson. Global Exchange / Seven Locks Press.  (ISBN 0-929765-04-4)
- I, Senator: How, together, we transformed the state of California and the United States (2000). Green Press.
- The Nuts Baked In: My Life as a Fruitcake (2003). Non Compos Press.  (ISBN 978-0451163967)
- How to Stop the Next War Now: Effective Responses to Violence and Terrorism (2005). Avec Jodie Evans. Inner Ocean Publishing.  (ISBN 1-930722-49-4)
- Drone Warfare: Killing by Remote Control (2012). OR Books.  (ISBN 978-1-935928-81-2)
- Kingdom of the Unjust: BEHIND THE U.S.–SAUDI CONNECTION (2016). OR Books.  (ISBN 978-1-682190-46-3)